# نهر فيني
نهر فيني (البنغالية: ফেনী নদী Feni Nodi) هو نهر يقع في جنوب شرق بنغلاديش وتريبورا بولاية الهند. إنه نهر عابر للحدود مع نزاع مستمر حول حقوق المياه. ينبع نهر فيني في منطقة جنوب تريبورا ويتدفق عبر مدينة سابروم ثم يدخل إلى بنغلاديش.
نهر موهوري، المعروف أيضًا باسم ليتل فيني، من منطقة نواكالي ينضم إليه بالقرب من مصبه. النهر صالح للملاحة بالقوارب الصغيرة حتى رامجاره، على بعد حوالي 80 كيلومترًا (50 ميلًا) من المنبع. نوقشت مسألة تقاسم مياه النهر بين الهند وباكستان لأول مرة في عام 1958. خلال عام 2006 على الأقل، واصلت الدول النظر في الحلول الوسط الممكنة.